# Natel
Cet article concerne la marque utilisée comme nom. Pour l'appareil électronique homonyme, voir téléphone mobile.
Natel est une marque utilisée comme nom, exclusivement en Suisse et dans la principauté du Liechtenstein, pour désigner les téléphones mobiles. En 1975, les PTT suisses décident d'introduire un réseau de téléphonie mobile pour les véhicules sous le nom de Natel (Nationales Autotelefonnetz : Réseau téléphonique automobile national) dans le cadre du programme de promotion économique du Conseil fédéral.
À la suite du démantèlement des PTT en 1998 et de la libéralisation des télécommunications, Swisscom décide de s'engager sur le marché de la téléphonie mobile, et dépose la marque « Natel ». Aujourd'hui, Swisscom est ainsi la seule entreprise à pouvoir utiliser ce terme à des fins commerciales. En Suisse, le terme reste néanmoins couramment utilisé comme synonyme de « téléphone mobile », quelle que soit la région linguistique.

## Développement
- 1978 : mise en service du premier réseau partiel (Natel A) analogique sur une bande de fréquences située autour de 160 MHz
- 1980 : mise en service du Natel B (toujours à 160 MHz) sous la forme d'un radiotéléphone portable de 12 kg
- 1987 : mise en service du Natel C qui passe à 900 MHz
- 1993 : mise en service du Natel D qui adopte un système de transmission numérique (GSM à 900 MHz)
- 1996 : mise en service du Natel E également nommé « Natel City », qui passe à 1 800 MHz (désignation peu usitée).

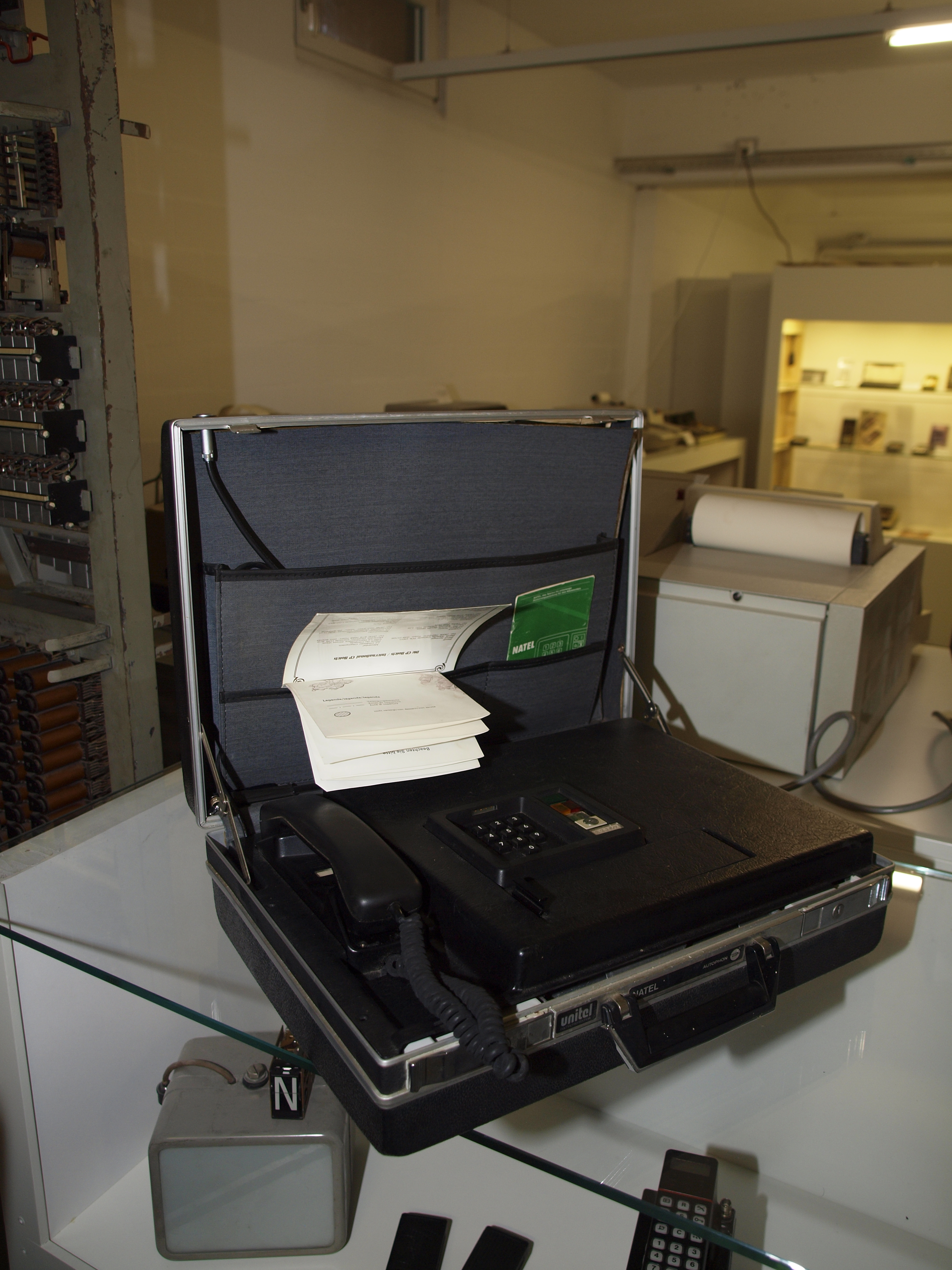
NATEL A.
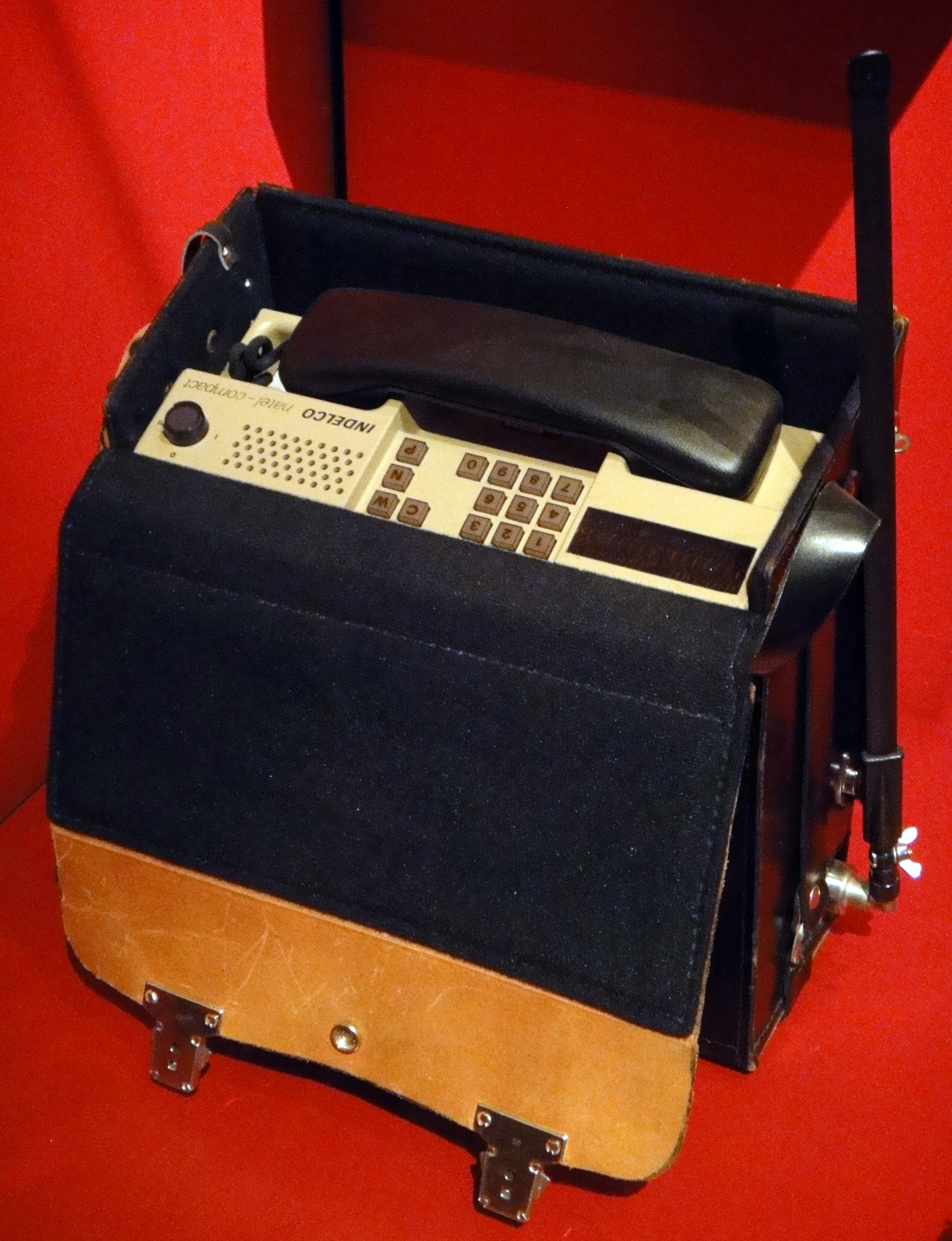
Appareil Natel B (Indelco Compact 801625).
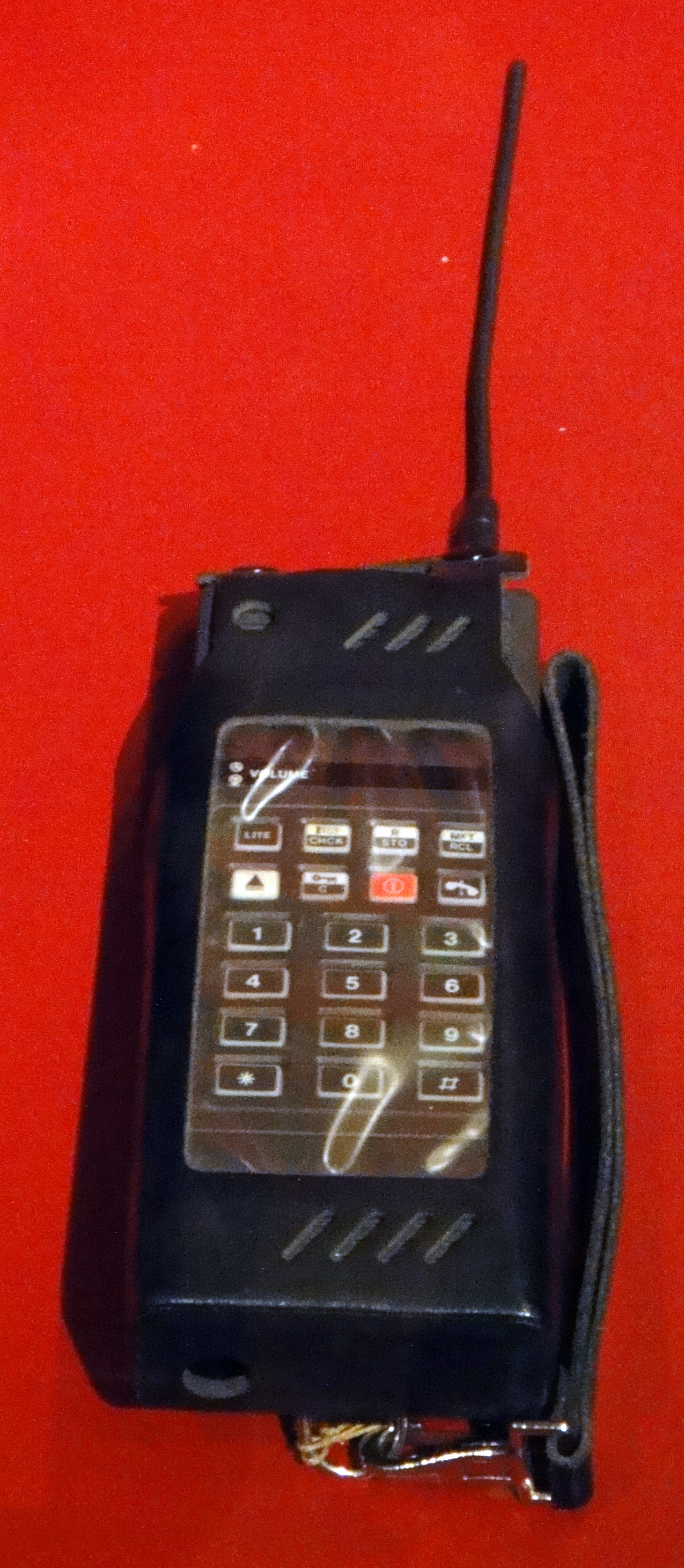
Appareil Natel C (Technophone PC 107-3).